# بالاتينات (منطقة)

شعار أسد بالاتينات

بالاتينات أو بَلاتِنَة (بالألمانية: die Pfalz)‏ تُعرف تاريخياً بالاتينيت رينيه  هي منطقة تاريخية في جنوب غرب ألمانيا. كانت تُعرف أيضاً باسم راينش بالاتينات، تحتل تقريباً الربع الجنوبي من ولاية راينلاند بالاتينات الألمانية ، تبلغ مساحتها 5,451 كيلومتر مربع (2,105 ميل2). يوجد في بالاتينات حوالي 1.4 مليون نسمة ، ويُعرف سكانها باسم بالاتنيين.

## جغرافيا

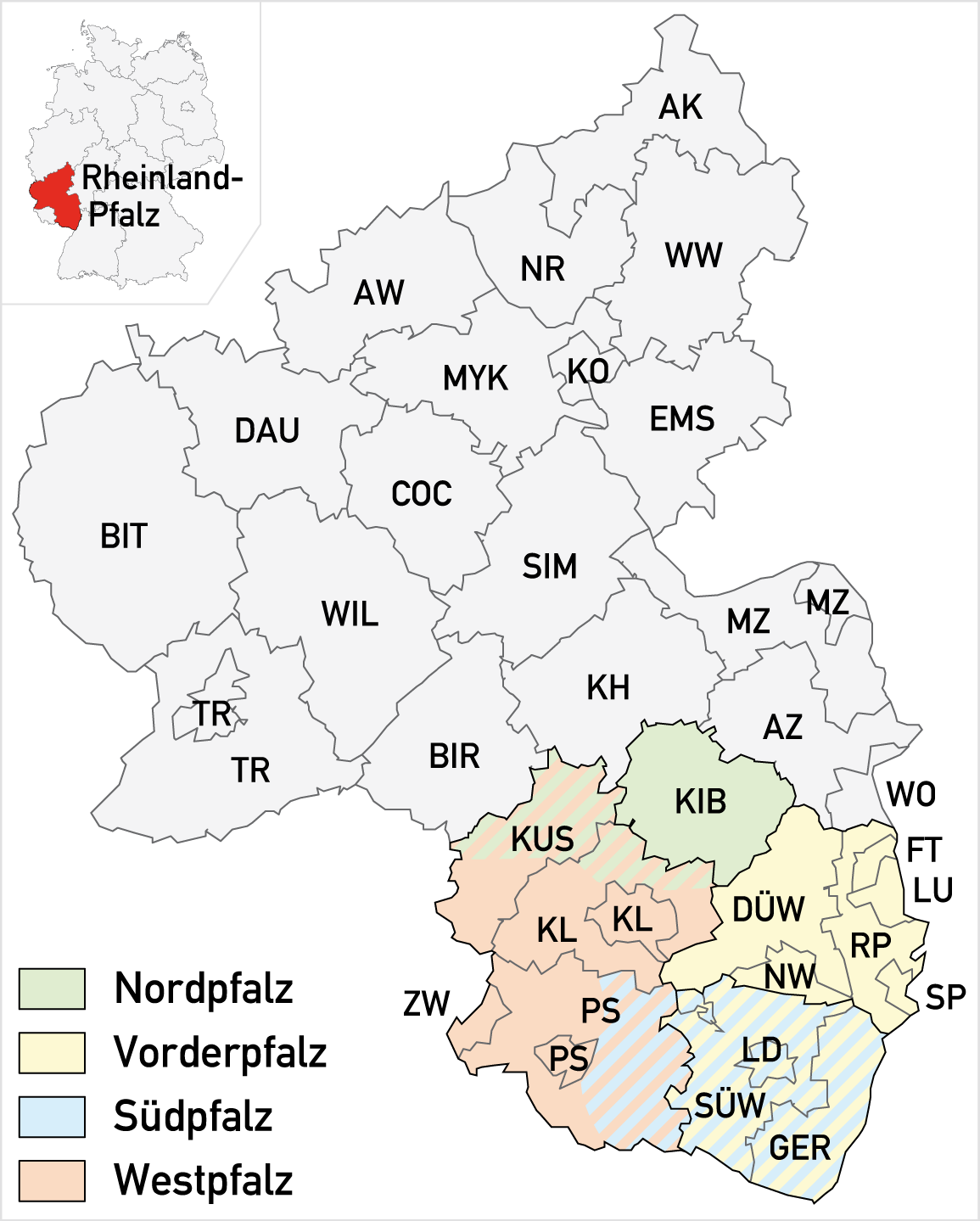
التقسيمات الإدارية للبالاتينات (بالألمانية) والموقع داخل ولاية راينلاند بالاتينات

يحد منطقة بالاتينات سارلاند في الغرب، ويتألف تاريخيًا أيضًا من منطقة ساربفالز التابعة للولاية. في الشمال الغربي، تشكل سلسلة جبال هونسروك الحدود مع منطقة راينلاند. تمتد الحدود الشرقية مع هيسن ومنطقة بادن على طول نهر الراين العلوي، بينما تنتمي الضفة اليسرى، مع ماينز وفورمس بالإضافة إلى حوض Selz حول آلتزي، إلى منطقة رينيش هيس. في الجنوب، تفصل الحدود الألمانية الفرنسية بالاتينات عن الألزاس.
ثلث المنطقة مغطاة بغابة بالاتينات (Pfälzerwald) ، بما في ذلك متنزه غابات بالاتينات الطبيعي المشهور بالمتنزهين. تبلغ مساحتها حوالي 1،771 كيلومتر مربع (684 ميل مربع) ، وهي أكبر منطقة غابات متجاورة في ألمانيا ، وهي جزء من غابة بالاتينات الفرنسية الألمانية - محمية فوجز للمحيط الحيوي.
الجزء الغربي والشمالي من بالاتينات عبارة عن غابات كثيفة وجبلية. أعلى جبل هو دونرسبرغ بارتفاع 687 م (2،254 قدمًا) ، ويقع في شمال بالاتين المرتفعات بالقرب من كيرشهايمبولاندين. تقع معظم مدن بالاتينات الرئيسية (لودفيجشافن ، شباير ، لانداو ، فرانكنتال ، نيوشتات) في الجزء الشرقي السفلي من سهل الراين الأعلى وصولاً إلى نهر الراين. هنا يمر طريق النبيذ الألماني (Deutsche Weinstraße) عبر منطقة نبيذ بالاتينات. فإنها واحدة من أعظم مناطق إنتاج النبيذ في ألمانيا، وقد اشتهرت في العقدين الماضيين بجوائزها العديدة باللونين الأبيض والأحمر ذات الجودة العالية التي أنتجها عدد من صانعي النبيذ الشباب الموهوبين.

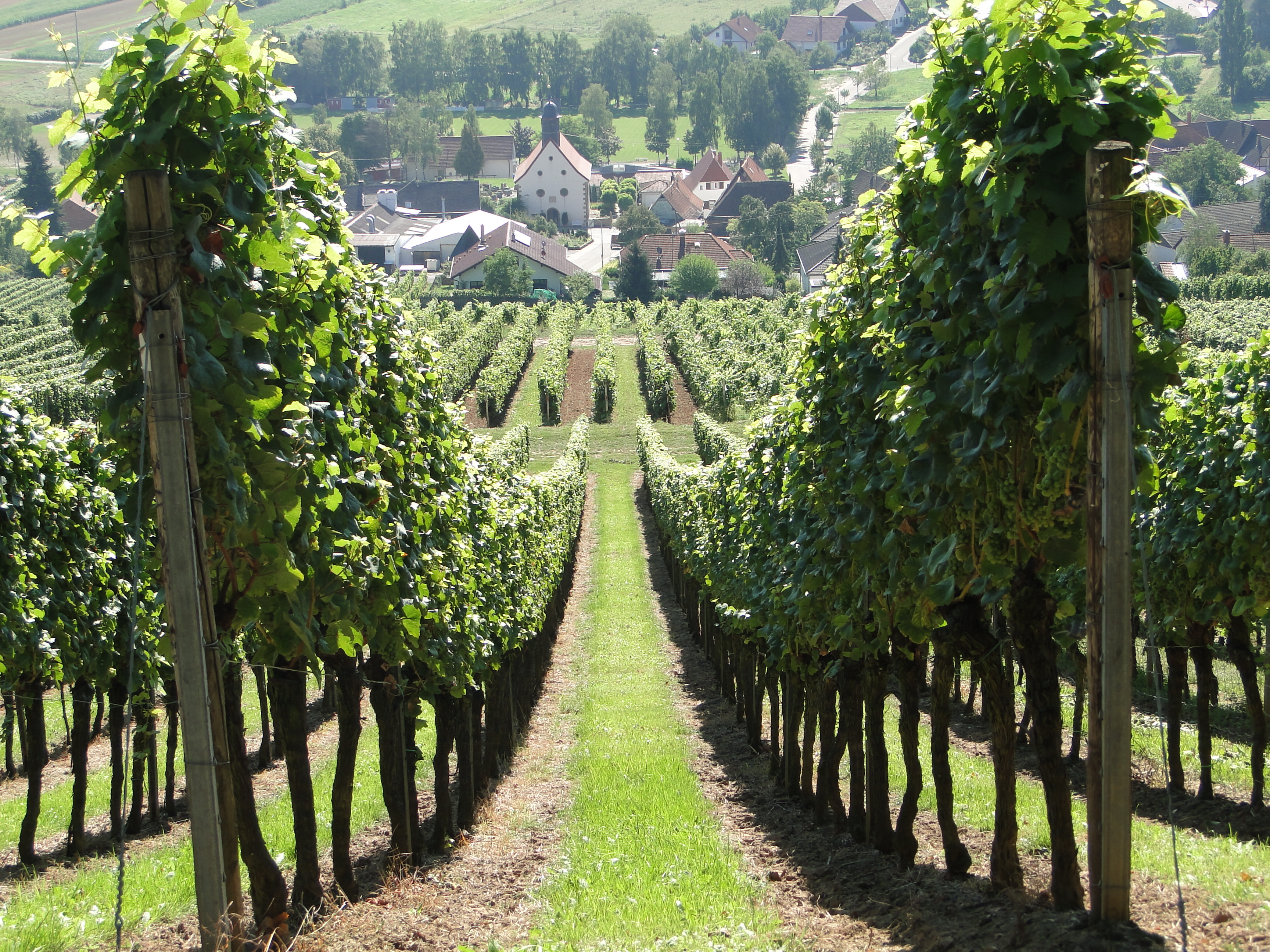
مزارع الكروم بالقرب من طريق النبيذ الألماني

تاريخياً ، كانت منطقة الانتخاب بالاتينات والعديد من المناطق الأخرى جزءًا من بالاتينات ، ولكنها اليوم تنتمي إلى مناطق ألمانية أخرى.

### التقسيم
تنقسم بالاتينات إلى أربع مناطق فرعية غير إدارية :
- شمال بالاتينات (Nordpfalz)
- بالاتينات الأمامية (Vorderpfalz)
- جنوب بالاتينات(Südpfalz)
- غرب بالاتينات (Westpfalz)

### المناخ
مثل معظم دول أوروبا ، فإن بالاتينات هي جزء من منطقة المناخ المحيطي المتأثرة بالمحيط الأطلسي ، بمتوسط درجة حرارة سنوية حوالي 10 درجات مئوية. يؤدي الهواء الرطب الناجم عن الرياح الغربية والجنوبية الغربية السائدة إلى هطول الأمطار في سلاسل الجبال الوسطى، بينما ترتفع درجة حرارتها في طريقها نزولاً إلى وادي الراين.

## التاريخ

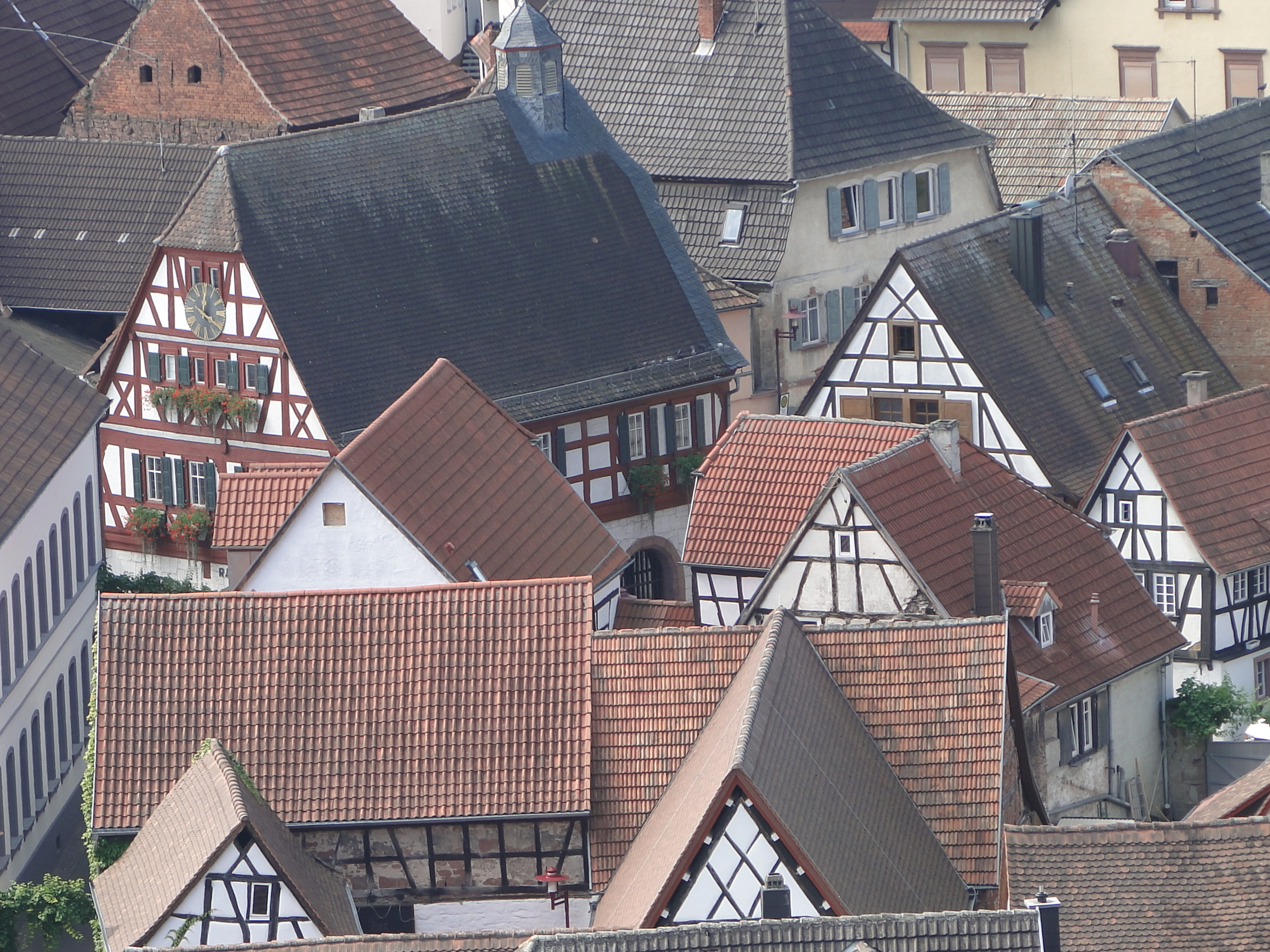
إطار من القرون الوسطى المنازل في قرية بالاتينات. (إيلبيسهايم ، جنوب بالاتينات)

كانت هذه المنطقة في السابق منطقة سلتية ، وقد تم احتلالها من قبل الإمبراطورية الرومانية في عهد الإمبراطور أوغسطس في حوالي عام 12 قبل الميلاد، في حين كانت جزءًا من مقاطعة جيرمانيا الكبرى. خلال تآكل الإمبراطورية، استقرت قبائل ألامانيون فيها تم احتلال أراضيها من قبل إمبراطورية الفرنجة في عهد الملك كلوفيس الأول حوالي 496 م. و في تاريخ 511 م، كانت المنطقة تنتمي إلى الجزء الشرقي من أوستراسيا الفرنجية، والتي أصبحت جزءًا من مملكة الفرنجة الشرقية وفقًا لمعاهدة فيردان عام 843 م.

### الإمبراطورية الرومانية المقدسة
من العصور الوسطى حتى عام 1792 ، تم تقسيم بالاتينات إلى 45 منطقة علمانية وكنسية، كان بعضها صغيرًا جدًا. كان أكبرها وأهمها ناخبية بالاتينات (Kurfürstentum Pfalz) ، وهو عدد من الأراضي الفرانكونية على جانبي نهر الراين كانت في السابق تحت سيطرة الكونتس بالاتين (Pfalzgrafen) في لوثارينجيا. بحلول أواخر القرن الثاني عشر، حقق الكونت بلاتين مكانة الأمير المنتخب (كورفورست) ، وأصبح واحدًا من النبلاء السبعة الأعلى الذين يتمتعون بامتياز انتخاب الإمبراطور ، كما أكد ذلك مرسوم الذهبي عام 1356. تم منح بيت فيتلسباخ بهذه العقارات ، التي حكموها حتى عام 1918، جنبًا إلى جنب مع الفرع الجانبي من بالاتين زويبروكن من عام 1410. وفقدوا السيطرة مع إعادة التوحيد مع بافاريا تحت حكم الناخب تشارلز ثيودور في عام 1777.
كانت المنطقة الكنسية الرئيسية في المنطقة هي أسقفية شباير. انضمت مدينة لانداو الإمبراطورية إلى الألزاسي ديكابوليس في عام 1521 للحفاظ على مكانتها. ومع ذلك ، استولت عليها فرنسا بعد حرب الثلاثين عامًا. تضمنت الكيانات الإقليمية الأكبر الأخرى دوقية زويبروكن وأمير أسقفية شباير. كان الأمير الأسقفية يحتفظ بممتلكاته على جانبي نهر الراين. لقرون ، حافظت ناخبية بالاتينات وبافاريا على الروابط الأسرية لأن كلاهما كان يحكمهما أفراد من عائلة ويتلسباخ.

### الحكم الفرنسي
في عام 1794 ، احتلت القوات الثورية الفرنسية الضفة اليسرى لنهر الراين ، بما في ذلك منطقة بالاتينات. نتيجة لمعاهدة كامبو فورميو (1797) ، ضمت الجمهورية الفرنسية الأولى المنطقة. في عام 1798 أدخلوا نظامًا إداريًا جديدًا مع إنشاء الأقسام. في الأساس ، أصبحت منطقة بالاتينات قسم مونت تونير ، مما وضع حجر الأساس لهويتها الإقليمية اليوم. تنتمي أجزاء صغيرة من منطقة اليوم إلى المقاطعات المجاورة مثل سار و الراين السفلى. قسم الفرنسيون القسم إلى كانتونات ورؤساء بلديات وبلديات ، وقدموا نظامهم القانوني (قانون نابليون) والنظام المتري.

### الحكم البافاري
بعد هزيمة نابليون في معركة لايبزيغ في عام 1813، والاستيلاء على الضفة اليسرى لنهر الراين من قبل الحلفاء في يناير 1814 ؛ اعتبارًا من 2 فبراير 1814، كانت المنطقة في البداية تحت السلطة المؤقتة للحكومة العامة لمنطقة الراين الأوسط، ولكن اعتبارًا من 16 يونيو من نفس العام، تم وضعها تحت إدارة الإمبراطورية الملكية اللجنة النمساوية والملكية البافارية المشتركة لإدارة الأراضي.
وفي المعاهدة الرئيسية المتفق عليها في مؤتمر فيينا في عام 1815، والمؤرخة 9 حزيران/يونيه 1815، نصت المادة 51 على ما يلي: (في جملة أمور)، على الضفة اليسرى لنهر الراين، كانت المقاطعات الفرنسية السابقة لنهر ساري ومونت تونيري، باستثناء الحالات المنصوص عليها في نفس المعاهدة، تقع «مع السيادة الكاملة» وحقوق الملكية في إطار سيادة جلالة إمبراطور النمسا  في البداية ، ومع ذلك ، تم الإبقاء على الإدارة النمساوية البافارية المشتركة.
في 14 أبريل 1816 تم التوقيع على معاهدة بين النمسا وبافاريا، حيث تم الاتفاق على مختلف التغييرات الإقليمية. وفقًا للمادة 2 من المعاهدة، تنازل الإمبراطور النمساوي فرانسيس الأول عن مناطق مختلفة للملك ماكسيميليان الأول ملك بافاريا. وشملت هذه المناطق، بالإضافة إلى مناطق مختلفة شرق نهر الراين، المناطق غرب نهر الراين.
في مايو/يونيو 1849، بعد الثورة الفاشلة عام 1848، وكجزء من حملة الدستور الإمبراطوري، أرادت العناصر الانفصالية انفصال المقاطعة عن بافاريا وإنشاء «جمهورية بالاتين» الخاصة بها. تم قمع انتفاضة انفصالية من خلال التدخل العسكري البروسي. استمر اتحاد بالاتينات مع بافاريا بعد أن أصبح جزءًا من الإمبراطورية الألمانية في عام 1871، وفي الواقع، بعد الإطاحة بسلالة فيتلسباخ، وأصبحت بافاريا دولة حرة لجمهورية فايمار في عام 1918. في عام 1910 أعلنت بلدة لانداو مستقلة عن المقاطعة.
تحت الحكم النازي ، من عام 1933 إلى عام 1945 ، ظلت بالاتينات رسميًا جزءًا من بافاريا ، ولكن تمت إعادة تنظيمها بالكامل - تم دمجها مع سارلاند في جاو ويستمارك ، ومقرها الرئيسي في ساربروكن.

### راينلند بالاتينات
تم حل الاتحاد مع بافاريا أخيرًا بعد إعادة تنظيم الولايات الألمانية خلال احتلال الحلفاء لألمانيا بعد الحرب العالمية الثانية. بينما كانت بافاريا نفسها جزءًا من منطقة الاحتلال الأمريكي ، احتلت القوات الفرنسية منطقة بالاتينات. أعاد الفرنسيون تنظيم منطقة احتلالهم من خلال تأسيس ولايات جديدة، بحيث تم دمج بالاتينات في عام 1947 مع رينيش هيس (راينهيسين) ، الأجزاء السابقة من ولاية هسن الشعبية غرب نهر الراين، والجزء الجنوبي من مقاطعة الراين البروسية، لتشكيل ولاية راينلاند بالاتينات الفيدرالية الألمانية. جاءت عملية إعادة التنظيم هذه مع خسائر أقل في إقليم سارلاند السابق ، لا سيما في منطقة سانكت ويندل. كجزء من الإصلاح الإداري لعام 1969، تم إجراء بعض التغييرات الحدودية الطفيفة في الشمال. لا تزال أبرشية شباير والكنيسة الإنجيلية في بالاتينات موجودة اليوم إلى حد كبير بناءً على الحدود التاريخية لمنطقة بافاريا القديمة في داي بفالز.

## الأمريكيون الألمان

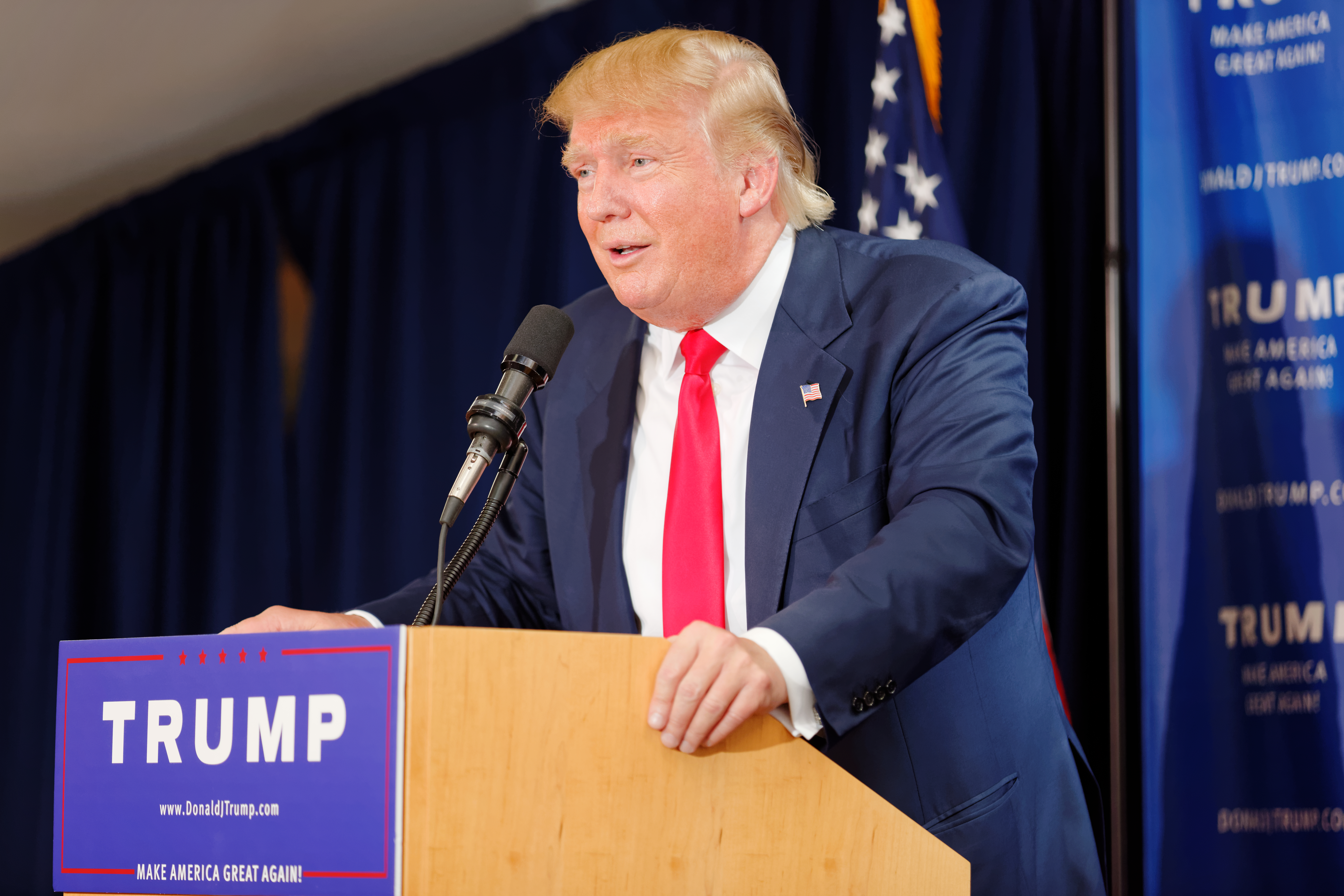
دونالد ترامب من أحفاد بالاتينات

تشتق اللغة الهولندية في بنسلفانيا التي يتحدث بها الأميش في الولايات المتحدة بشكل أساسي من اللغة الألمانية البالاتينية التي جلبها العديد من لاجئي مينونايت إلى بنسلفانيا في الأعوام 1717 إلى 1732.
في نفس القرية يمكن للمرء أن يجد المقر الرئيسي للجمعية الألمانية البنسلفانية، هاجر العديد من البالاتنيين خلال القرن التاسع عشر ، ومعظمهم إلى أمريكا الشمالية، لذلك كانت كلمة «بالاتين» في الولايات المتحدة تسمية شائعة للأمريكيين الألمان. يوهان هاينريش هاينز (1811-1891)، والد هنري جون هاينز الذي أسس شركة هاينز في بيتسبرغ، بنسلفانيا، حيث هاجر من قرية كالشتات، في بالاتينات إلى الولايات المتحدة عام 1840. كان فريدريك ترامب ، جد دونالد ترامب، أيضًا ولد في كالشتات وهاجر إلى مدينة نيويورك عام 1885. تزوج لاحقًا من إليزابيث كريست ، ابنة جاره السابقة من كالشتات.

## مطبخ بالاتينات

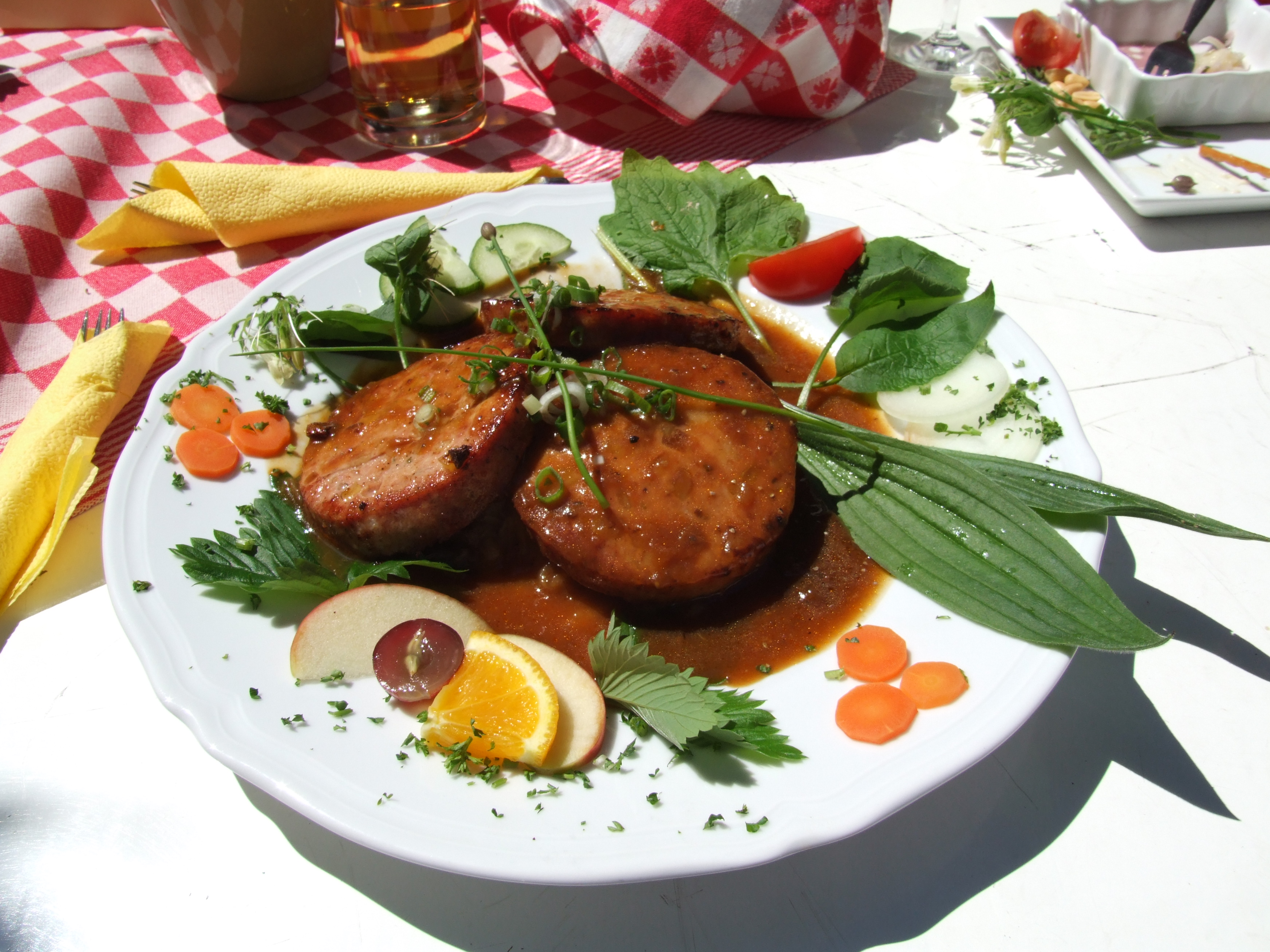
طبق معدة الخنزير Pfälzer Saumagen

يمكن القول إن أشهر طبق في بالاتينات هو معدة الخنزير (saumagen) ، وهو طبق يتكون من غلاف سميك ومقرمش من معدة الخنزير، محشو بمزيج من لحم الخنزير والبطاطس والتوابل. تشمل أطباق اللحوم التقليدية الأخرى النقانق، وطبق بالاتينات سجق محشو بالكبد، سجق الدم بودنغ وهي مكعبات من النقانق وقطع لحم الخنزير المقدد، ليبركنودل (فطائر الكبد وفطائر اللحم)، ساوركراوت أو مخلل الملفوف وهو الطبق الجانبي النموذجي في جميع الفصول، ولكن بشكل خاص في الشتاء، وكذلك البطاطس المهروسة والمرق البني. كما يتم تناول المعكرونة على البخار، والتي يمكن تقديمها إما مع الصلصات الحلوة أو الأطباق الجانبية (مثل النبيذ أو صلصة الفانيليا أو الفاكهة المعلبة مثل البرقوق أو البرقوق أو الكمثرى) أو مع الأطباق الجانبية اللذيذة (مثل حساء البطاطس أو حساء الخضار أو الجولاش أو لحم الخنزير الفلفل).